# Djóni í Geil

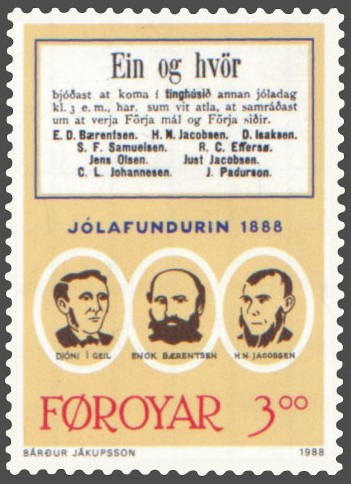
Djóni í Geil auf einer Briefmarke von 1988 (links). Die oben auf der Marke dokumentierte Zeitungsannonce ist der Aufruf zum Weihnachtstreffen 1888 und trägt u. a. die Unterschrift D. Isaksen. Die Bildunterschrift unter seinem Porträt aber den Rufnamen Djóni í Geil.

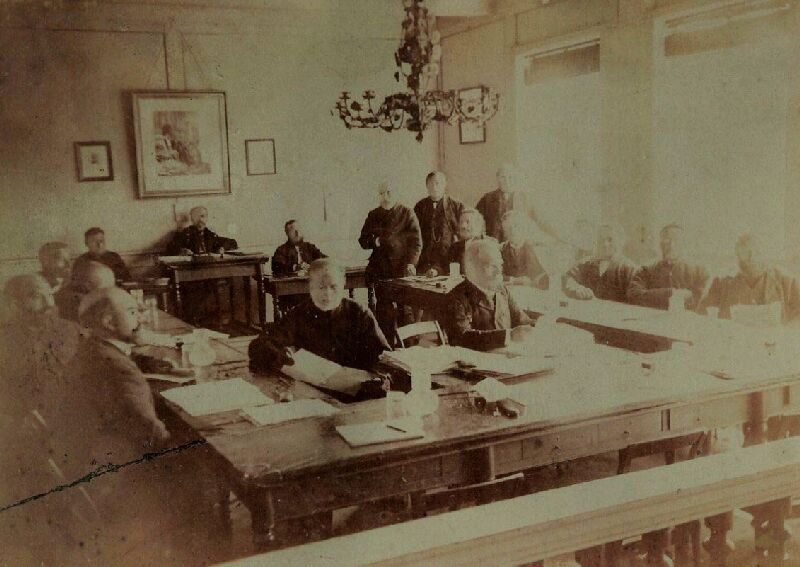
Das älteste bekannte Foto vom Løgting datiert von vor 1897. Djóni í Geil wurde als zweiter Mann von rechts identifiziert.

Djóni í Geil [dʒɔunɪ ʊi gail],  eigentlich Djóni Isaksen oder dänisch Dione Isaksen (* 12. September 1849 in Tórshavn, Färöer; † 20. April 1912 ebenda) war ein Maler in Tórshavn, und einer der neun Vorkämpfer in der nationalen Erweckungsbewegung vom Weihnachtstreffen der Färöer 1888.

## Leben
Djóni war der Sohn von Anna Elisabeth Sofie Andreasdatter aus Kollafjørður und Poul Isaksen aus Tórshavn. Er nahm, wie viele Färinger, einen Nachnamen an, der sich auf einen bestimmten Ort bezieht. „Í Geil“ bedeutet „im Pfad“ oder „im Gang“ und bezieht sich auf einen bestimmten Weg. Verheiratet war er mit Anna Elisabeth, geb. Holm aus Tórshavn.
Djóni í Geil war 1899–1907 Chefredakteur der Zeitung Dúgvan, und 1882–1885, 1887–1899 und 1901–06 Mitglied des Løgtings. Da die politischen Parteien der Färöer erst ab 1906 gegründet wurden, waren alle Abgeordneten bis dahin parteilose Einzelpersonen. Djóni í Geil war direkt gewählter Kandidat aus dem Wahlkreis Süd-Streymoy.
Nach ihm ist in Tórshavn die Straße Djóna í Geilgøta benannt.